# Елдред Тауншип (округ Джефферсон, Пенсільванія)
Елдред Тауншип (англ. Eldred Township) — селище (англ. township) в США, в окрузі Джефферсон штату Пенсільванія. Населення — 1271 особа (2020).

## Демографія
Згідно з переписом 2010 року, у селищі мешкало 1226 осіб у 489 домогосподарствах у складі 364 родин. Було 814 помешкання
Расовий склад населення:
| - 98,9 % — білих - 0,3 % — корінних американців - 0,2 % — чорних або афроамериканців - 0,1 % — азіатів |

До двох чи більше рас належало 0,5 %. Частка іспаномовних становила 0,2 % від усіх жителів.
За віковим діапазоном населення розподілялося таким чином: 22,3 % — особи молодші 18 років, 59,5 % — особи у віці 18—64 років, 18,2 % — особи у віці 65 років та старші. Медіана віку мешканця становила 44,8 року. На 100 осіб жіночої статі у селищі припадало 106,7 чоловіків;  на 100 жінок у віці від 18 років та старших — 100,4 чоловіків також старших 18 років.
Середній дохід на одне домашнє господарство  становив 50 120 доларів США (медіана — 45 658), а середній дохід на одну сім'ю — 57 119 доларів (медіана — 50 882). Медіана доходів становила 44 583 долари для чоловіків та 29 265 доларів для жінок. За межею бідності перебувало 10,5 % осіб, у тому числі 13,1 % дітей у віці до 18 років та 11,5 % осіб у віці 65 років та старших.
Цивільне працевлаштоване населення становило 506 осіб. Основні галузі зайнятості: освіта, охорона здоров'я та соціальна допомога — 25,9 %, мистецтво, розваги та відпочинок — 11,1 %, виробництво — 10,5 %.